# Eleccions presidencials russes de 2008
Les eleccions presidencials russes de 2008 (Вы́боры президе́нта Росси́и в 2008 году, Víbori prezidénta Rossíi v 2008 godu) van celebrar-se el 2 de març de 2008 a Rússia i resultaren en l'elecció de Dmitri Medvédev com a tercer President de Rússia. Medvédev fou elegit per un mandat de quatre anys i la seua candidatura fou recolzada pel fins aleshores president Vladímir Putin i cinc partits polítics: Rússia Unida (RU), Rússia Justa (RJ), Partit Agrari de Rússia (PAR), Força Civil (FC) i Partit Ecològic Rus "Els Verds" (PER-EV); recivint el 71% del vot emés i derrotant Guennadi Ziugànov, del Partit Comunista de la Federació Russa (PCFR) i Vladímir Jirinovski, del Partit Liberal Democràtic de Rússia (PLDR).

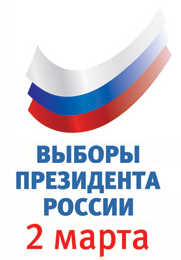
Logo oficial de les eleccions

La legalitat dels comicis fou discutida, amb grups oficials de monitoreig donant informacions contradictòries. Alguns informaren que les eleccions estaven sent lliures i justes, mentre que altres afirmaren que no tots els candidats havien rebut una cobertura mediàtica igualitària i que l'oposició al Kremlin havia estat injustament tractada. Els grups d'inspecció i monitoreig van trobar altres irregularitats. El grup europeu de monitoreig d'eleccions PACE qualificà l'elecció com a "ni lliure, ni justa".
El grup de monitoreig d'eleccions de l'Organització per a la Seguretat i la Cooperació a Europa (OSCE) rebutjà monitorar els comicis degut al que qualificaren com a "severes restriccions als seus observadors per part del govern rus", acusació que aquest rebutjà de manera vehement qualificant la decisió d'"inacceptable".

## Resultats

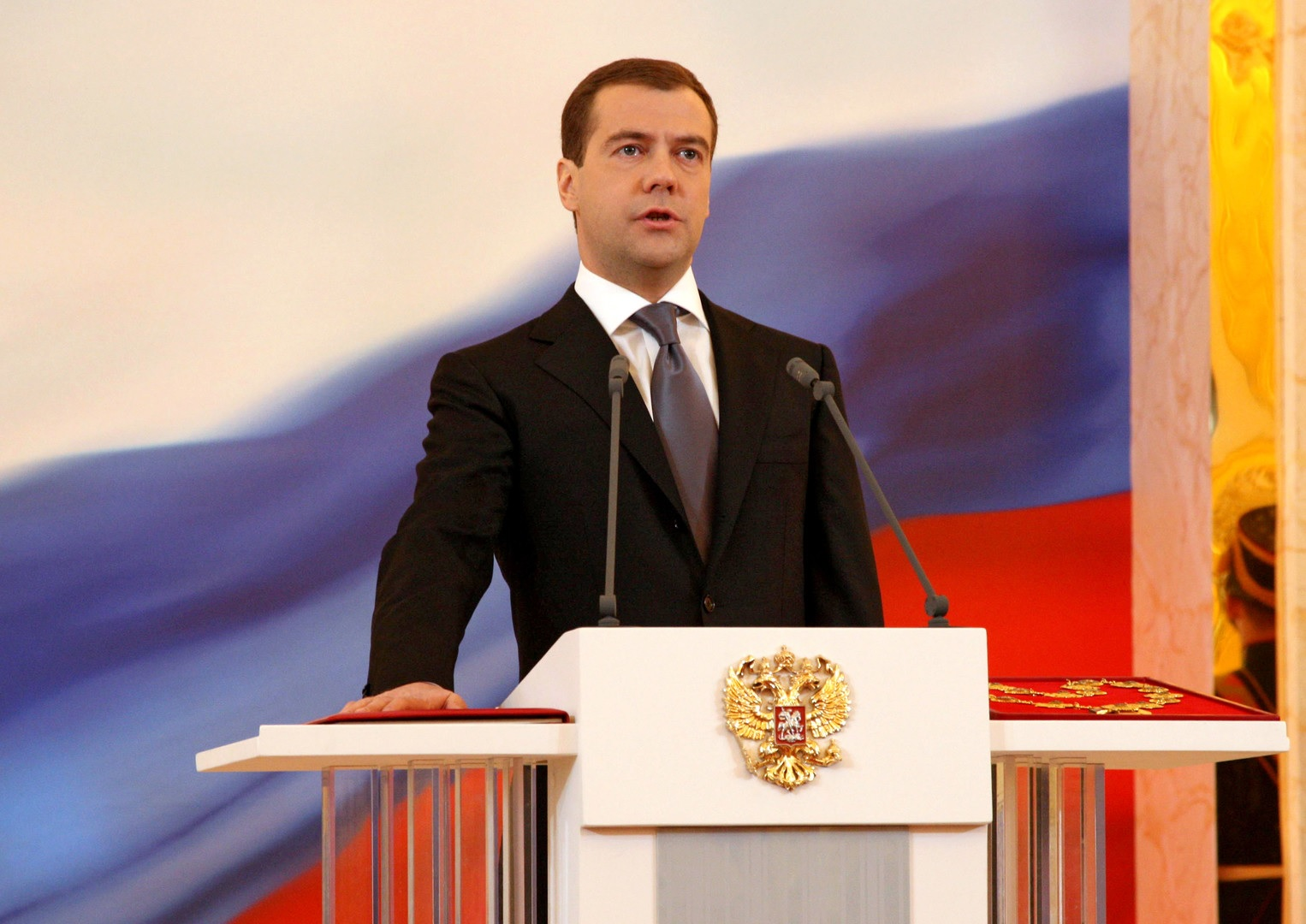
Investidura presidencial (7-V-2008)

|  | 71,25 % |

|  | 17,96 % |

|  | 9,48 % |

|  | 1,31 % |

|  | 98,64 % |

|  | 1,36 % |

|  | 100,0 % |

|  | 69,71 % |